# Rechtsstellungskommission
Die Rechtsstellungskommission ist eine Unterkommission des Ältestenrates des Deutschen Bundestages.
Sie beschäftigt sich mit der Rechtsstellung der Abgeordneten, berät über Änderungen des Abgeordnetengesetzes und regelt Härtefälle bei der Anwendung dieses Gesetzes. 